# Kiss Rock The Nation Live!
Kiss Rock The Nation Live! è un video del gruppo hard rock statunitense Kiss, pubblicato il 13 dicembre 2005 per l'etichetta Image Entertainment, in formato DVD.
Il video è costituito da due DVD contenenti delle esibizioni live del gruppo durante il Rock The Nation Tour del 2004. I video delle esibizioni sono intervallati da filmati in cui si può vedere ciò che avveniva dietro le quinte durante il tour, tra cui soundcheck, sessioni fotografiche e riprese del gruppo durante gli spostamenti da zona a zona.
Il video è stato premiato doppio disco di platino il 29 gennaio 2007.

## Tracce

### DVD 1
1. Love Gun
2. Deuce
3. Makin' Love
4. Lick It Up
5. Christine Sixteen
6. She
7. Tears Are Falling
8. Got to Choose
9. I Love It Loud
10. Love Her All I Can
11. I Want You
12. Parasite

### DVD 2
1. War Machine
2. 100,000 Years
3. Unholy
4. Shout It Out Loud
5. I Was Made for Lovin' You
6. Detroit Rock City
7. God Gave Rock 'N Roll to You II
8. Rock and Roll All Nite

## Formazione
- Gene Simmons: basso, voce
- Paul Stanley: chitarra ritmica, voce
- Eric Singer: batteria
- Tommy Thayer: chitarra solista